# La Main aux algues et aux coquillages

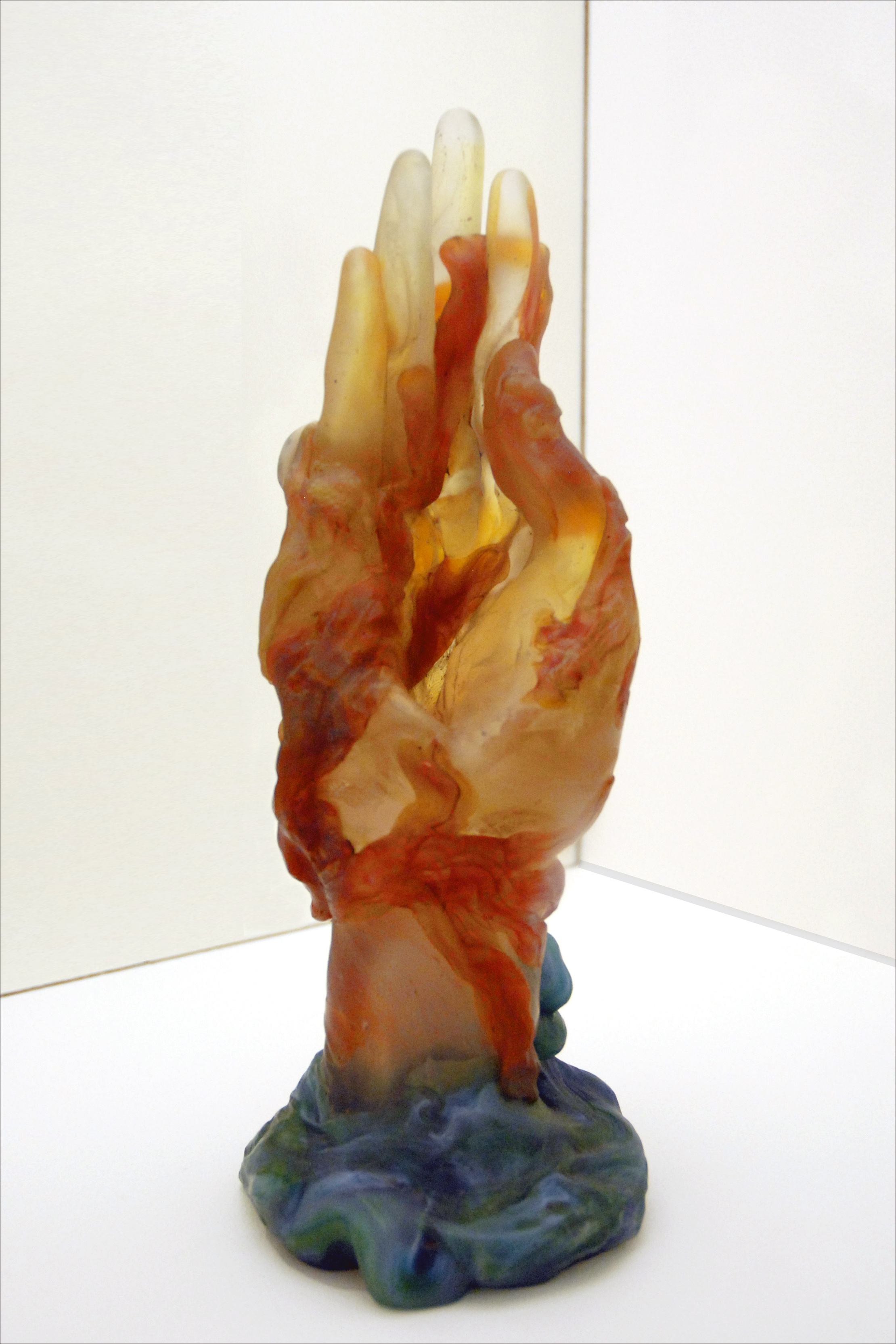
Émile Gallé, La Main aux algues et aux coquillages, 1904, cristal partiellement soufflé et modelé à chaud, inclusions d'oxydes métalliques, marbrures, applications, gravure à la roue, Nancy, musée de l'École de Nancy.

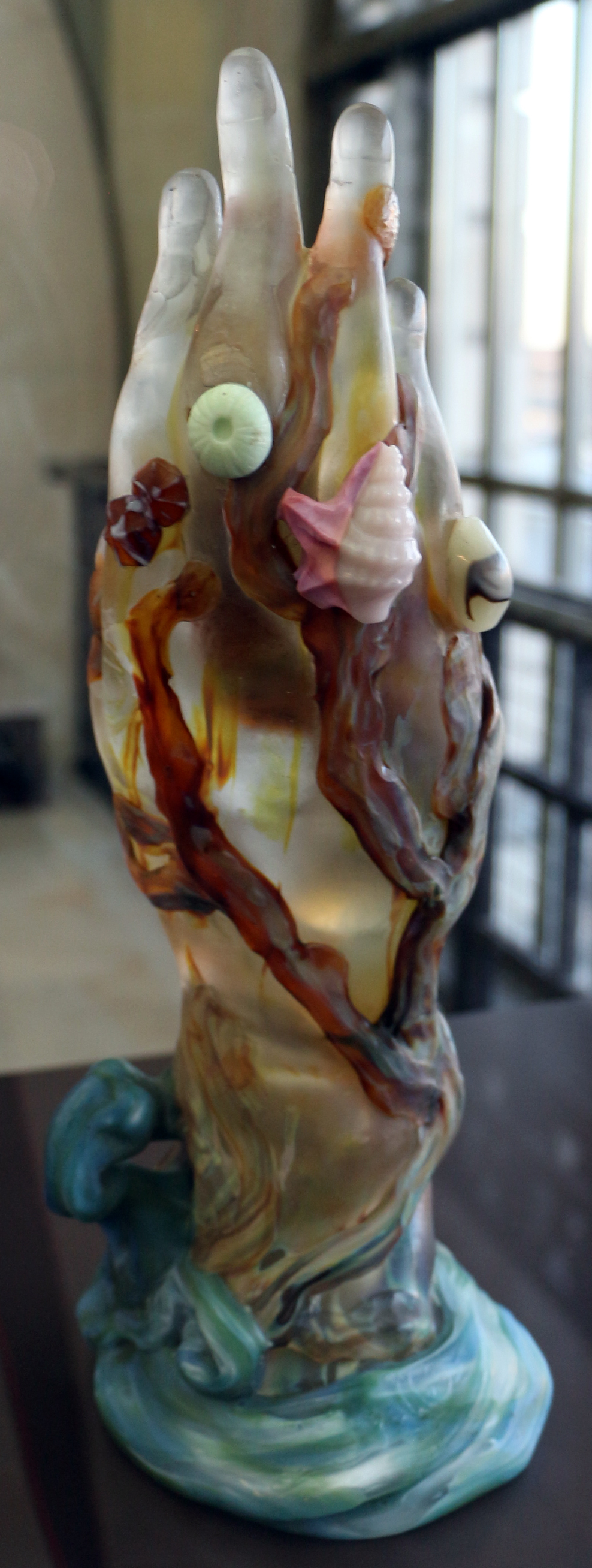
Version du musée d'Orsay

La Main aux algues et aux coquillages est probablement la dernière verrerie d'Émile Gallé, réalisée en 1904, peu avant la mort de l'artiste nancéien, membre de l'École de Nancy. On connait actuellement quatre variantes ou exemplaires : deux au musée de l'École de Nancy, un au musée d'Orsay et un essai passé en vente publique à Versailles en 1970. 

## Descriptif de l'œuvre
La main en cristal, partiellement soufflé et modelé à chaud, est parée d'algues, dégagées par l'usage d'acide et de gravure à la roue, et de coquillages, signifiés par des applications en léger et haut relief. On note également des inclusions d'oxydes métalliques et des marbrures. Au moment de sa réalisation, Gallé est atteint d'une maladie qui n'est pas encore clairement identifiée aujourd'hui, mais dont il a senti les premiers signes lors de l'Exposition universelle de 1900 : on peut penser que lorsqu'il travaille sur cette pièce Gallé sait que sa fin est proche. À l'automne 1903, il écrit à Roger Marx que bien qu'« écrasé littéralement par le mal [il peut] encore rêver et mener quelques bonnes choses ». Par ailleurs, il n'existe aucune documentation manuscrite ou imprimée contemporaine de la réalisation de cette œuvre renseignant à propos de sa composition. 

## Motifs et thèmes

### Mer, fonds marins et science
Le cristal prend la forme d'une main, plutôt féminine, qu'algues et coquillages semblent recouvrir, voire envahir. Ces motifs rattachent l'œuvre à un univers marin, souligné par un effet de viscosité dû à la matière, qui vient donner l'impression d'une main qui sortirait des profondeurs marines. L'attrait pour les fonds marins est alors répandu, comme l'atteste le roman de Jules Verne Vingt Mille Lieues sous les mers paru en 1869-70, et il est lié à la culture de l'aquarium, très à la mode autour de 1900. À noter que si le muséum-aquarium de Nancy n'ouvrira véritablement qu'en 1933, la ville dispose déjà au début du siècle d'importantes collections d'histoire naturelle qui seront à l'origine du muséum-aquarium. On peut d'ailleurs rattacher l'œuvre à de nombreux questionnements scientifiques de l'époque qui associent l'origine de l'humanité et de la vie aux fonds marins. L'idée se retrouve chez Darwin, qui utilise la forme du corail pour expliquer la théorie de l'évolution, sujet traité en 2008 dans l'ouvrage Les Coraux de Darwin de Horst Bredekamp.
Émile Gallé détourne les apports de la science, et utilise les potentialités esthétiques contenues en son sein pour les employer dans son travail artistique. Il souligne lui-même l'influence de la science sur l'art, ou du moins sur son art, dans "Le Décor symbolique", son discours de réception à l'Académie Stanislas prononcé à Nancy le 17 mai 1900, aujourd'hui publié, qui a presque une valeur de manifeste : "Enfin, la science, de tous les côtés, ouvre au décorateur des horizons nouveaux [...] Ces secrets de l'Océan, les braves sondeurs nous les livrent. Ils vident des récoltes marines qui, des laboratoires, font des ateliers d'art décoratif, des musées de modèles. Ils dessinent, ils publient pour l'artiste, ces matériaux insoupçonnés, les émaux et les camées de la mer. Bientôt les méduses cristallines insuffleront des nuances et des galbes inédits aux calices de verre". 

### La nature, un infini répertoire de formes
Ce principe est au cœur de l'esthétique de Gallé, qui avait fait graver par Eugène Vallin sur la porte de son atelier : « Ma racine est au fond des bois. » La nature est conçu comme le premier des pourvoyeurs de formes, qui a le mérite d'être infini. On sait par ailleurs que Gallé possédait dans sa bibliothèque les lithographies qui composent l'ouvrage d'Ernst Haeckel, Formes artistiques de la nature, publié à l'origine en lot de dix fois dix planches entre 1899 et 1904.

### Rapport à la science
Selon Thiébaut, la main de Gallé contient des invraisemblances morphologiques : au niveau du rattachement des doigts à la paume, dans la proportion des différentes parties, forme des doigts inhumaine. Ainsi pour lui, l'interprétation de Debora L. Silverman est erronée : elle pense que les algues décrivent un réseau nerveux et elle utilise les recherches contemporaines de l'époque sur l'hypnose et la suggestion, menées par Charcot et Bernheim, pour appuyer sa thèse, thèse qu'elle reprendra dans son livre Art Nouveau in Fin de siècle France. Pour Thiébaut, Gallé ne voulait pas revendiquer un réalisme avec cette main.

## Symboliques et analyse

### Des résonances intimes
L'œuvre est conçue à la fin de la vie de Gallé, à un moment où le Lorrain se sait malade, et probablement proche de mourir. Avec cette idée à l'esprit, on peut voir dans les algues, qui grimpent le long de la main, une image de la maladie, qui ronge petit à petit le corps de Gallé.  

### Une protestation
Selon la tradition orale (recueillie auprès des filles de Gallé), cette œuvre constituerait une protestation contre l'action des Japonais coulant les navires russes dans la rade de Port-Arthur en février 1904.  

### Inspirations
L'Orient serait présent dans cette œuvre comme en témoigne une similitude avec une main de bronze antique conservée au musée du fer de Nancy mais également avec les arts de l'Inde, notamment la main cultuelle. Il faut ajouter le contexte poétique de L’Épave et les réminiscences ophéliennes. 

### Le symbole de l'eau, entre la naissance et la mort
L'ambiguïté de l'œuvre peut nous évoquer à la fois l'apparition et la disparition. Au regard de sa place particulière dans la production de Gallé, au crépuscule de sa vie, elle est chargée d'une tension latente, qui se cristallise autour de l'élément de l'eau, qui peut être à la fois le lieu de la naissance, celle de Vénus par exemple, et le lieu de la mort, comme c'est le cas pour Ophélie, la noyée de Shakespeare. Ophélie constitue par ailleurs un thème très répandu à la fin du XIXe siècle, dont la représentation la plus célèbre est sans doute celle de Millais, qui permet l'expression des rapports entre le corps et la matière dissolvante par excellence qu'est l'eau, et auquel il est sans doute fait implicitement référence ici. Cette Main aux algues et aux coquillages devient alors une métaphore de la naissance et de la mort, qui viennent se rejoindre et se confondre. On peut y lire le motif du retour au pays natal, exprimée par la citation du Livre de la Genèse : « tu es poussière et tu retourneras dans la poussière ». Le lien entre la vie et la mort n'est pas traduit ici par l'élément terrestre, mais par l'eau, conçu comme le lieu de l'origine et de la fin.

### Le testament de Gallé
La Main aux algues et aux coquillages possède donc une dimension à la fois collective et contextuelle. Elle traduit dans le verre des réflexions philosophiques, métaphysiques, voire religieuses sur la vie, la naissance et la mort, mais elle fait aussi plus simplement référence à la maladie de Gallé. L'ouvrage est le fruit des réflexions que Gallé a pu avoir tout au long de sa vie. On y lit les théories de l'artiste autour du "décor symbolique". On retrouve l'idée d'user de la nature comme d'un réservoir premier et infini de formes, ou encore les questionnements scientifiques sur l'eau comme origine de la vie, qui motivait l'obsession de Gallé pour la libellule, insecte qui naît dans l'eau. Cette main, qui n'a pas de fonction utilitaire autre qu'esthétique, réalise la fusion entre les arts majeurs et les arts mineurs, en se trouvant à cheval sur le monde des Beaux-Arts et celui des arts décoratifs, et elle mêle des techniques industrielles et artisanales. Elle est en ce sens emblématique de la production de l'École de Nancy, mais reste cependant complètement singulière. À la fois synthèse des travaux de l'artiste et l'une de ses dernières œuvres sur verre, si ce n'est la dernière, elle devient le testament artistique d'Émile Gallé.

## Exemplaires et variantes
Il y aurait au maximum six exemplaires ou variantes de cette main. Les différents exemplaires sont des nuances, de couleurs et de disposition des parties marquetées (les algues sont présentes sur les quatre variantes), une différence notable est l'ajout sur deux exemplaires de coquillages à la manière de bagues. L'ajout de coquillages lie davantage la main à un séjour dans l'eau, concordant avec l'hypothèse d'une protestation contre l'action japonaise à Port-Arthur, le gonflement des doigts suggère également que ce séjour dans l'eau est long (signe de noyade),. Il y a seulement deux exemplaires actuellement connus de La Main aux algues et aux coquillages (en 1985, on ne connaissait déjà que deux exemplaires réalisés de la sorte). Il existe un exemplaire de La Main aux algues et un autre exemplaire d'une main qui serait plutôt un essai manqué.
Les algues représentées sur ces exemplaires sont de l'espèce Fucus vesiculosus même si la manière dont les algues enlacent la main est différente sur chaque exemplaire. Le positionnement des coquillages est sensiblement analogue sur les deux exemplaires de La Main aux algues et aux coquillages. Les légères différences de taille, de positionnement des doigts et du mouvement giratoire de l'eau sont en réalité dues à la technique utilisée par Gallé : les spécialistes ont longtemps pensé que la main avait été réalisée par soufflage dans un moule avant d'être travaillée à chaud. Le léger réseau plissé présent à l'intérieur de la main (au niveau du pouce et du poignet) avait même été interprété comme une trace de moulage, il s'agit en réalité de rétractations du verre survenues lors du refroidissement. Jean-Luc Olivié (conservateur et responsable du Centre du verre au musée des Arts décoratifs de Paris, spécialiste en technique verrière) ne constate, après avoir examiné l’exemplaire d'Orsay, aucune trace pouvant faire penser à l'utilisation d'un moule : il semble que la pièce ait été réalisée par un modelage à chaud. Gallé a pu réaliser ce modelage à chaud sur un pontil. De plus, Olivié pense (pour avoir étudié nombre de pièces exceptionnelles de Gallé réalisées entre 1900 et 1904) qu'il pouvait y avoir un ou deux maîtres verriers capables de travailler le verre à chaud (à la manière d'une réalisation en ronde-bosse) : il pense notamment à Julien Roiseux (né en 1857, Belgique), embauché en 1895.
La Mains aux algues et La Main aux algues et aux coquillages du musée de l’École de Nancy ont été dérobés le 28 avril 1985,, achetés par un amateur japonais, avant d'être restitués et confiés à la justice française par le gouvernement japonais en juillet 1990, à la suite de la constitution d'une commission rogatoire internationale.

### La Main aux algues, musée de l’École de Nancy
Le musée de l’École de Nancy a acquis cet exemplaire en 1955 (numéro d'inventaire : 955.1.2). Comme sur les deux autres exemplaires : le verre a été modelé à chaud, il y a des inclusions d'oxydes métalliques et la gravure a été réalisée en relief à la base. Il présente des applications et la gravure a été réalisée à la roue et à l'acide, comme pour l'exemplaire La Main aux algues et aux coquillages de Nancy. Il s'agit de la plus grande des trois variantes : elle mesure 38,5 cm de hauteur et 12,5 cm de largeur. La torsion du poignet est accentuée par rapport aux autres exemplaires, les veines et les marbrures sont particulièrement accentuées dans la partie inférieure de l'exemplaire. La signature a soigneusement été réalisée en intaille : signe pour Thiébaut de la revendication de la paternité de l'objet du vivant de Gallé. Toutefois, la rareté des traces d'outils sur les applications représentant des algues et l'absence total de trace d'outil sur la face interne de la main font douter quant à la possibilité d'une œuvre totalement achevée. D'autant que sur les autres exemplaires, la roue du gravure transforme ces simples lanières en véritables fucus avec thalle, flotteurs et conceptacles (contrairement à cet exemplaire). Deux hypothèses sont alors à évoquer : soit Gallé souhaitait maintenir le matériau brut, soit Gallé interrompa le développement de cet exemplaire. Thiébaut pense qu'il s'agit d'une pièce interrompue car Gallé disposait de deux pièces pleinement terminées et que les œuvres uniques n'existent pas dans l'œuvre d'Émile Gallé : en effet, par prudence, lors de la réalisation de pièces exceptionnelles (s'agissant de commande ou non), quatre ou six exemplaires étaient généralement fabriqués simultanément. François Le Tacon pense quant à lui que les deux Main aux algues sont des versions premières des deux Main aux algues et aux coquillages, ce que Thiébaut rejette, évoquant le fait que penser une linéarité dans le développement artistique de Gallé relèverait du contresens. Le travail de gravure des algues sur le dos de la main avait été commencé sans toutefois être terminé et donc aucun coquillage ne fut mis sur cet exemplaire.

### La Main aux algues et aux coquillages, musée de l’École de Nancy
En 1972, Charpentier considère cet exemplaire (numéro d'inventaire : RD1) comme une variante de La Main aux algues et la nomme d'ailleurs ainsi. Cet exemplaire a été acquis à Nancy en 1971, par le musée de l’École de Nancy : les vendeurs ont gardé la préférence pour le musée en dépit d'une offre deux fois supérieure après la première entente verbale. Le musée possédait déjà l'exemplaire La Main aux algues sur lequel les coquillages ne figurent pas, acquis en 1955. 
Comme sur les deux autres exemplaires : le verre a été modelé à chaud, il y a des inclusions d'oxydes métalliques et la gravure a été réalisée en relief à la base. L'exemplaire présente des filets (le seul à en présenter), des applications et la gravure a été réalisé à la roue et à l'acide. Cet exemplaire est un peu plus petit que celui du musée d'Orsay (hauteur de 32,5 cm et largeur de 13,2 cm).  
La teinte de cet exemplaire tend davantage vers le jaune (alors que l'exemplaire d'Orsay est relativement translucide) : comme si la coloration des algues s'était diffusée dans la chair de la main. Sur cet exemplaire l'annulaire porte un pied de pélican (Aporrhais pespelecani) et le mineur une porcelaine puce (Trivia europea) : comme sur l'exemplaire d'Orsay, mais contrairement à celui-ci, le majeur porte une natice marbrée (Natica hebraea) et l'index porte une seule fissurelle réticulée (Fissurella reticulata): l'exemplaire d'Orsay en porte deux à l'index.

### La Main aux algues et aux coquillages, musée d'Orsay
Cet exemplaire a été offert au musée d'Orsay en 1990 (numéro d'inventaire : OAO1207) : il y eut un comité le 15 mars 1990 puis un conseil le 21 mars 1990 et enfin un arrêté le 10 avril 1990 concernant cet exemplaire. Il a d'abord été considéré comme un don anonyme avant qu'on ne l'attribue aux descendants de Gallé : il s'agissait d'un don du petit-fils de Gallé, Jean Bourgogne, entomologiste de renommée internationale. L'exemplaire demeurait en possession de la famille depuis l'exposition de 1904 où il a été présenté. 
Comme sur les deux autres exemplaires : le verre a été modelé à chaud, il y a des inclusions d'oxydes métalliques et la gravure a été réalisée en relief à la base. L'exemplaire présente des marbrures et des applications en léger et haut relief. La gravure a été réalisée à la roue. Cet exemplaire est plus grand que celui de Nancy mais il est plus petit que La Main aux algues : il a une hauteur de 33,4 cm et une largeur de 13,4 cm. 
Philippe Thiébaut considère que la coloration des deux exemplaires du musée de l’École de Nancy est moins subtile que celle de l'exemplaire du musée d'Orsay. Le matériau utilisé par Gallé pour la réalisation de cet exemplaire est particulièrement translucide par rapport à l'autre exemplaire de Nancy : cette translucidité fait penser à la transparence cristalline des méduses qui fascinait Gallé. Sur cet exemplaire l'annulaire porte un pied de pélican (Aporrhais pespelecani) et le mineur une porcelaine puce (Trivia europea) : comme sur l'exemplaire de Nancy, mais contrairement à celui-ci, le majeur porte un test d'oursin et l'index porte deux fissurelles réticulées (Fissurella reticulata): l'exemplaire de Nancy ne porte qu'une fissurelle à l'index.

### Essai manqué de main, collection particulière
Cet exemplaire est passé en vente publique à Versailles le 13 décembre 1970,,, reproduit en couleur en couverture du catalogue de vente et en planche XI (lot n°67 au catalogue de vente),. La main fut adjugée 20 000 francs : il s'agit d'une vente historique car c'est l'une des premières ventes au cours de laquelle les prix de l'Art nouveau se sont enflammés. En dépit de la signature présente sur cette main, il s'agirait plutôt d'un essai raté : après la mort de Gallé, de nombreuses pièces inachevées ou défectives ont été signées à la pointe, dans un souci d'identification de ses œuvres et non pas de fraude. Par ailleurs, les doigts se chevauchent, ils sont très courts (peut-être ont-ils été tronqués), les algues sont grossièrement appliquées sans avoir été retravaillées. Cet exemplaire est une monochromie ambrée vraisemblablement abandonnée par Gallé.

## Expositions

### La Main aux algues, exemplaire du musée de l’École de Nancy
Cet exemplaire est exposé au musée de l’École de Nancy. Il a été exposé en 1980 (28 mai - 17 août 1980) à Zurich puis en 1984 à Corning (28 avril - 21 octobre 1984),. Cet exemplaire fut aussi exposé à l'exposition Gallé : Un testament artistique en 2004 au musée d'Orsay.

### La Main aux algues et aux coquillages, exemplaire du musée de l’École de Nancy
Cet exemplaire est exposé au musée de l’École de Nancy et a été exposé dans l'exposition Gallé : Un testament artistique en 2004 au musée d'Orsay.

### La Main aux algues et aux coquillages, exemplaire du musée d'Orsay
Cet exemplaire a été exposé pour la première fois en 1904 à l'exposition d'art décoratif lorrain, organisée par la Société lorraine des Amis des Arts, dans les galeries de la Salle Poirel (à Nancy) : cette exposition est représentée par une série de vingt-et-une cartes postales de P. Helmlinger & Cie dont deux sont consacrées aux œuvres de Gallé. Sur ces deux cartes postales, on voit la vitrine Les Fonds de la mer contenant La main aux algues et aux coquillages. L'inauguration était initialement prévue le 15 octobre 1904 mais elle fut repoussée au 29 octobre 1904 en raison du décès de Gallé, chef de l'école de Nancy mais aussi en raison de retard des travaux. Puis, il est exposé en 1985-1986 au musée du Luxembourg dans l'exposition Gallé (le catalogue mentionne le fait qu'il provient d'une collection privée). 
L'exemplaire est ensuite exposé au musée d'Orsay en 1990-1991, quelques mois après le don de cette œuvre au musée. Il est ensuite exposé en 2000 aux galeries nationales du Grand Palais,. Le musée d'Orsay consacre en 2004 une exposition à Émile Gallé centrée sur La Main aux algues et aux coquillages. Elle est exposée en 2005 à Tokyo au musée d'Edo-Tokyo (du 29 janvier au 3 avril 2005) puis à Osaka au musée national d'art. L’œuvre est de nouveau montrée au musée d'Orsay en 2014-2015 dans l'exposition Sade : attaquer le soleil, puis dans l'exposition Les origines du monde : l'invention de la nature au XIXe siècle en 2020-2021.

## Reproductions
Abréviations : RC pour Reproduit en Couleur ; RNB pour Reproduit en noir et blanc

### La Main aux algues, exemplaire du musée de l’École de Nancy
- 2004 : RC dans le catalogue d'exposition Gallé : Un testament artistique.

### La Main aux algues et aux coquillages, exemplaire du musée de l’École de Nancy
- 1972 : RNB en figure 6 de l'article de Charpentier : Musée de « l’École de Nancy » à Nancy : Acquisitions d'« art nouveau »[C 1].
- 2000 : RC par Paul Greenhalgh dans son livre : Art nouveau 1890-1914.
- 2004 : RC dans le catalogue d'exposition Gallé : Un testament artistique.

### La Main aux algues et aux coquillages, exemplaire du musée d'Orsay
- 1976 : RC par Philippe Garner dans son livre : Émile Gallé[13],[N 9],[N 10].
- 1985 : RC dans le catalogue de l'exposition Gallé au musée du Luxembourg (n°148 au catalogue)[1].
- 1987 : RNB par Debora L. Silverman dans l'article : Revivalism to modernism: "Psychologie nouvelle", the Goncourts and art nouveau.
- 1989 : RC par Debora L. Silverman dans son livre (planche 15) : Art Nouveau in Fin de siècle France. Politics, psychology ans style.
- 1990 : RNB et en couleur dans le catalogue de l'exposition De Manet à Matisse au musée d'Orsay[2].
- 1996 : RC dans l'article de Thiébaut : Le testament d'un verrier : La Main aux algues et aux coquillages 1904 d'Émile Gallé[PT 3].
- 2000 : RC dans le catalogue de l'exposition 1900 aux galeries nationales du Grand Palais[9].
- 2014 : RC dans le catalogue de l'exposition Sade : Attaquer le soleil au musée d'Orsay[11].
- 2020 : RC dans le catalogue de l'exposition Les Origines du monde au musée d'Orsay[12].